# Rode piramide van Snofroe
De rode piramide van Snofroe van Dasjoer is de eerste echte piramide en de derde piramide van de Egyptische koning Snofroe die eerder een trappenpiramide en een knikpiramide had laten bouwen. Tegenwoordig wordt de piramide De rode piramide genoemd naar de kleur van de piramide zelf die ooit met kalksteen was bedekt.

## Historie van de piramide

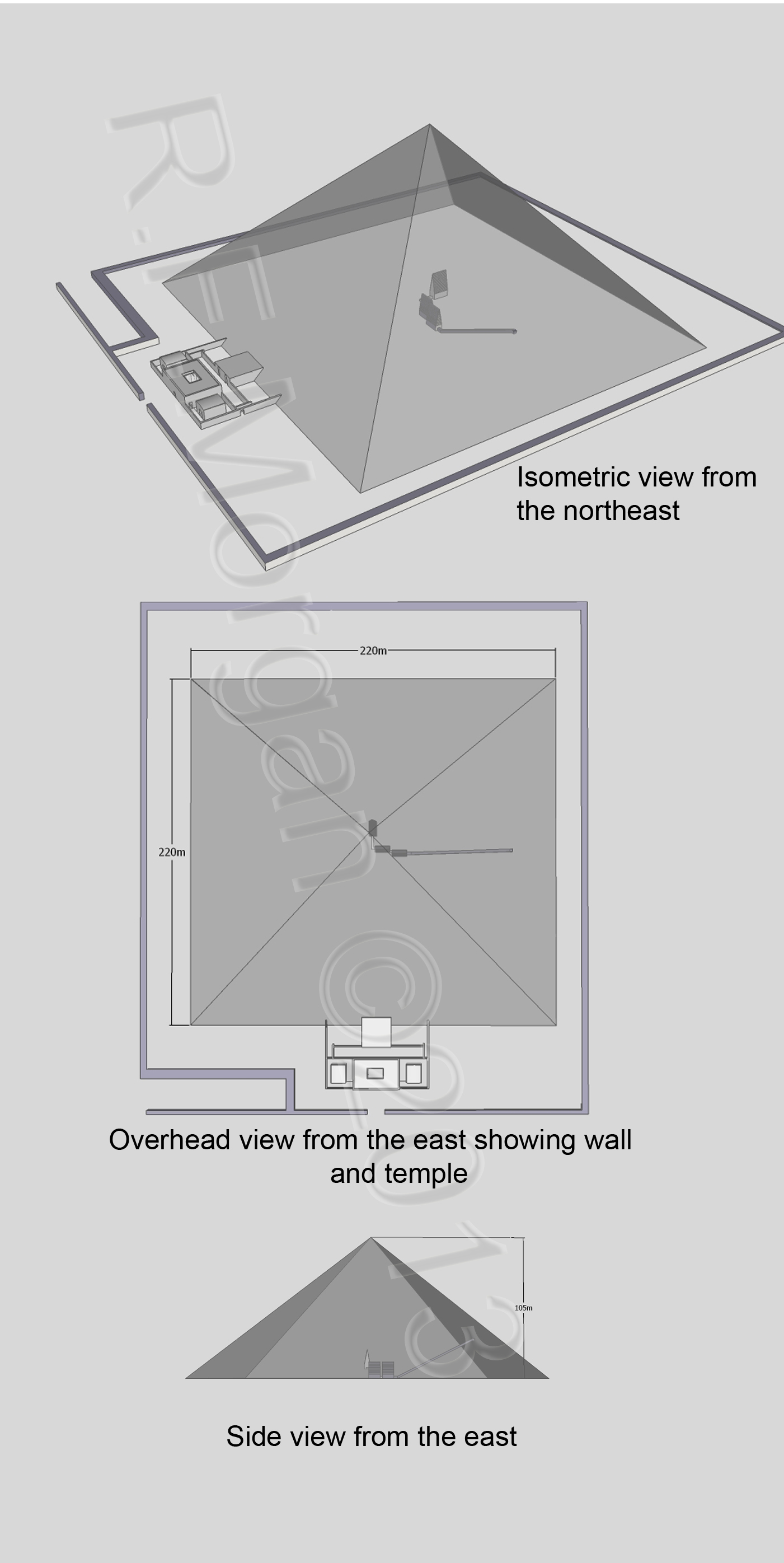
Schematische weergave van de piramide

Er is aan de voet van de piramide een inscriptie gevonden die laat zien dat de piramide werd gebouwd in de tijd van de 15e telling van het vee sinds zijn aantreden als farao. Men heeft berekend dat dat neerkomt op tussen het 15e en 30e regeringsjaar van Snofroe. Later is er in het gebouw nog een aantekening gevonden die 2 of 4 jaar later gedateerd kan worden. Het geeft ons een idee van de snelheid van het bouwen van de piramide. Het bouwen werd vermoedelijk gestart toen er problemen ontstonden in de knikpiramide.

## Technische specificaties van de piramide
De piramide is gemaakt van Toera-kalksteen en zijn hoogte was oorspronkelijk 104 meter. De zijden zijn 43 en 22 graden.
De ingang bevond zich in het noorden op 28 meter hoogte en kwam uit in drie kamers. De derde ervan was de grafkamer en hoogstwaarschijnlijk werd Snofroe in deze piramide begraven. De grafkamer kreeg een hoogte van 14,7 m. Het piramidion van de piramide is eveneens bewaard. Er zouden bij de opgravingen in 1904 sporen zijn gevonden van de dodentempel die 60 op 100 meter zou zijn. Er is echter grote twijfel hieromtrent.
De interne structuur van de piramide is een voortzetting van die van eerdere piramiden. De kamers zijn nogal eenvoudig vormgegeven en vertonen niet de complexiteit van andere piramiden. Door zijn eenvoud en door de schuine schachten en tegengewichten kan hier ook een gelijkenis gezien worden met de piramide van Cheops en latere 4e dynastie-achtige piramiden.

## Galerij

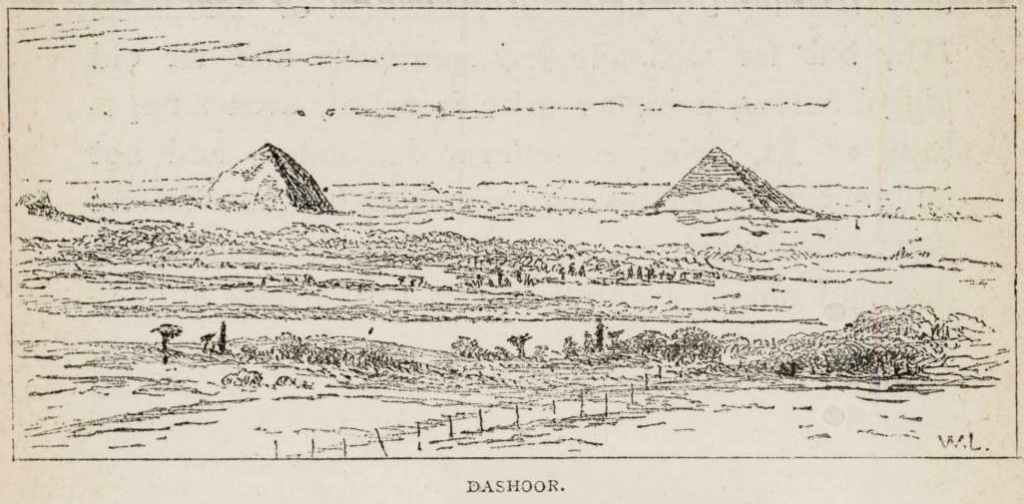
De knikpiramide en de rode piramide gezien op afstand (1879), A Ride In Egypt From Sioot To Luxor , W. J. Loftie
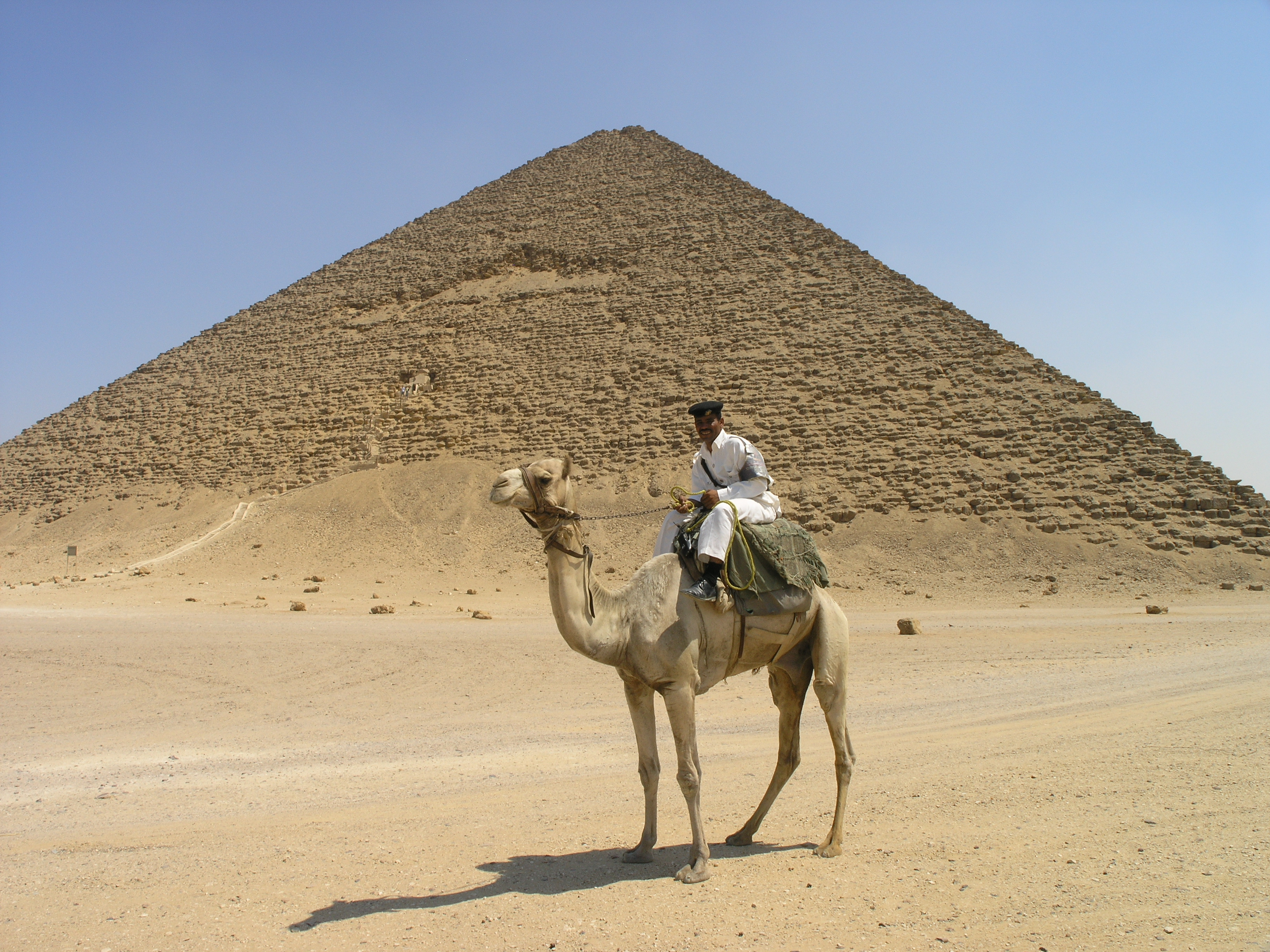
Politieman op een kameel voor de piramide
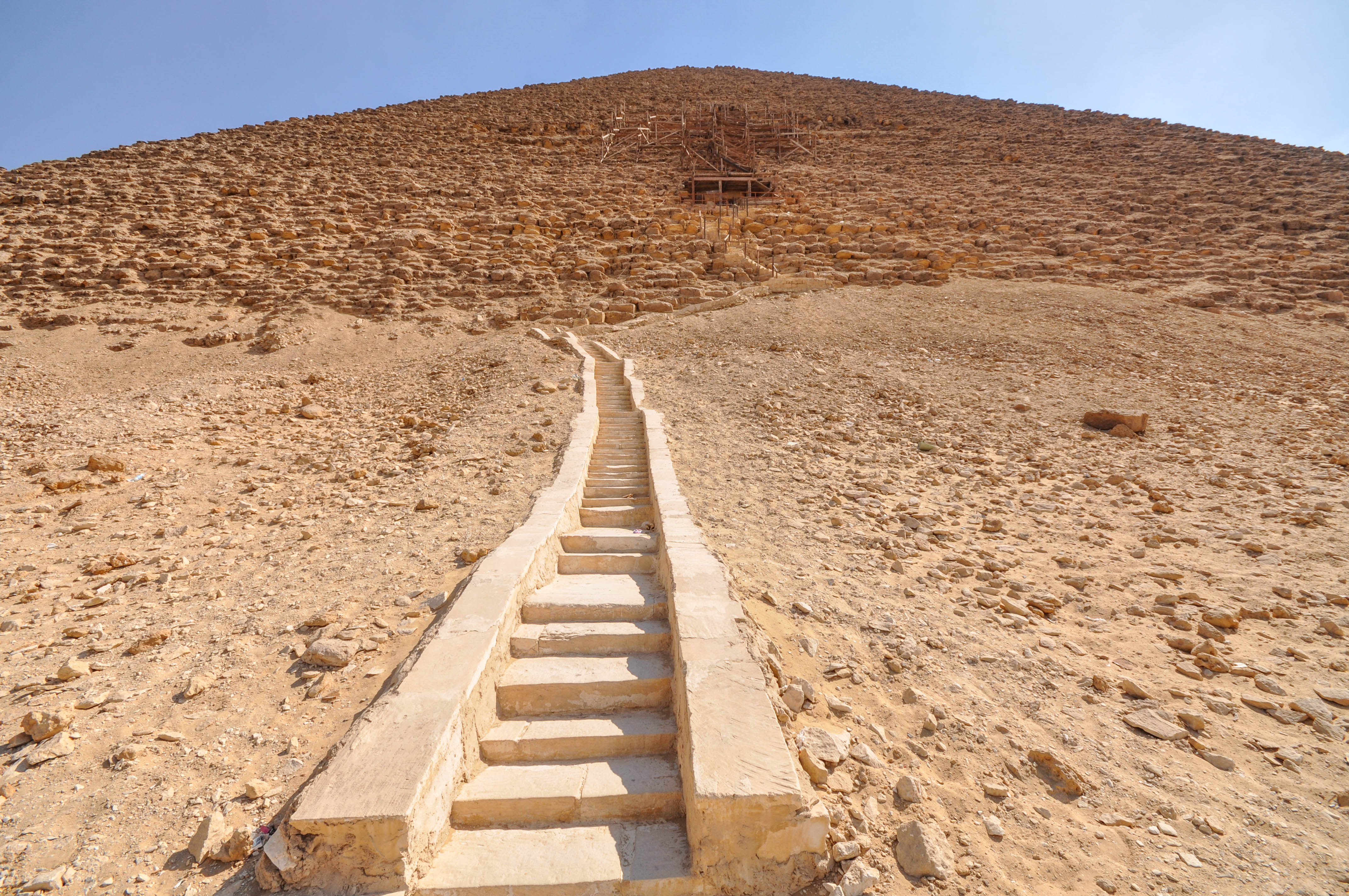
De ingang van de piramide
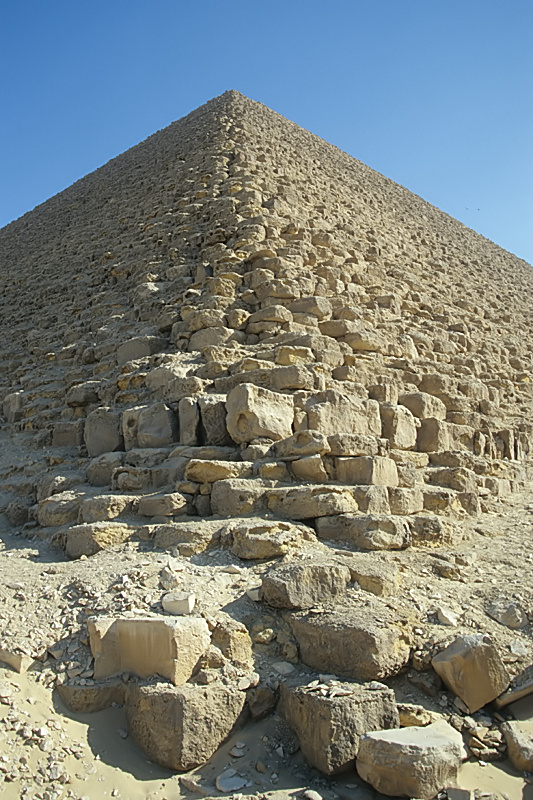
De piramide gezien vanaf een hoekpunt
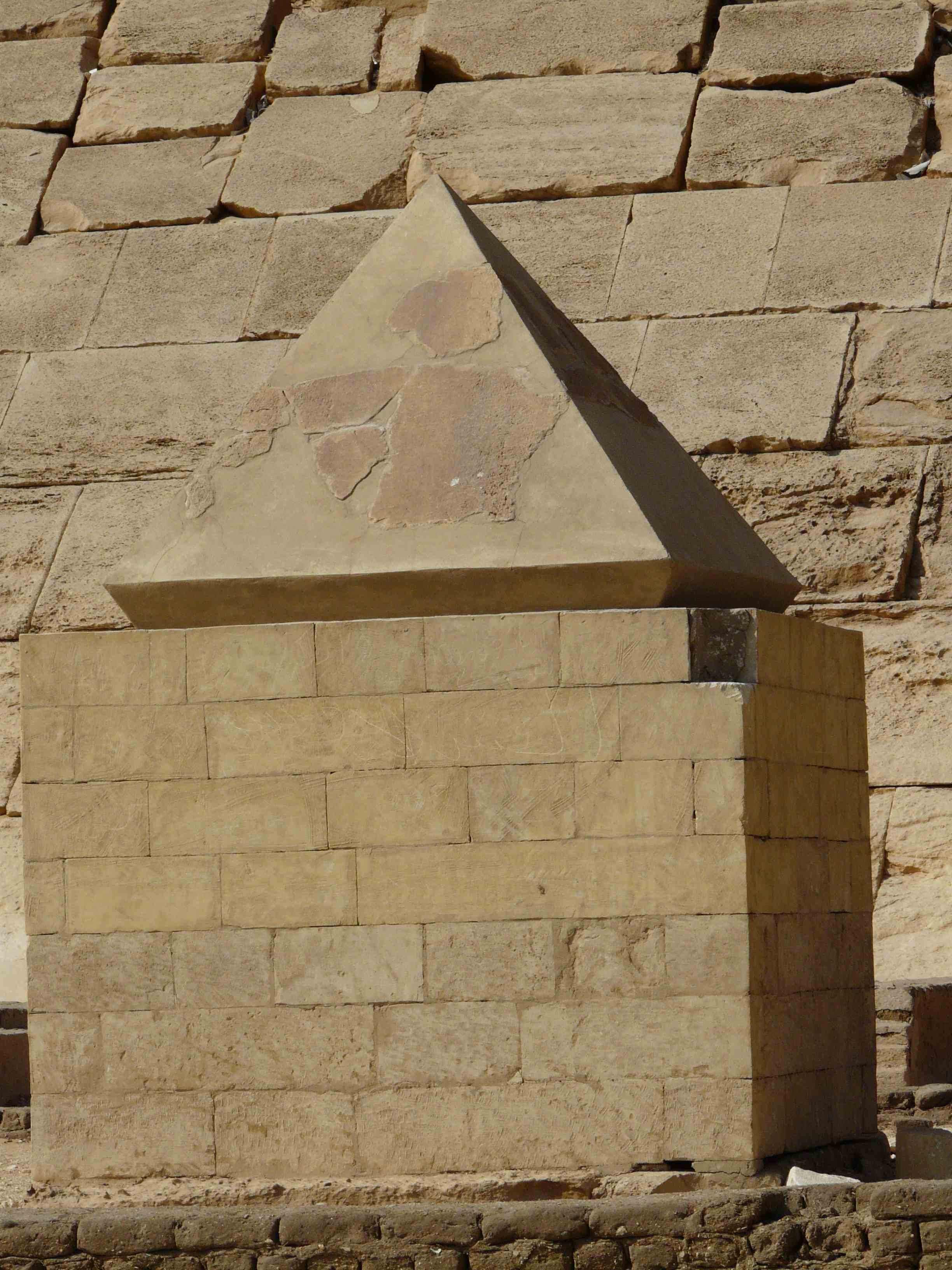
Piramidion
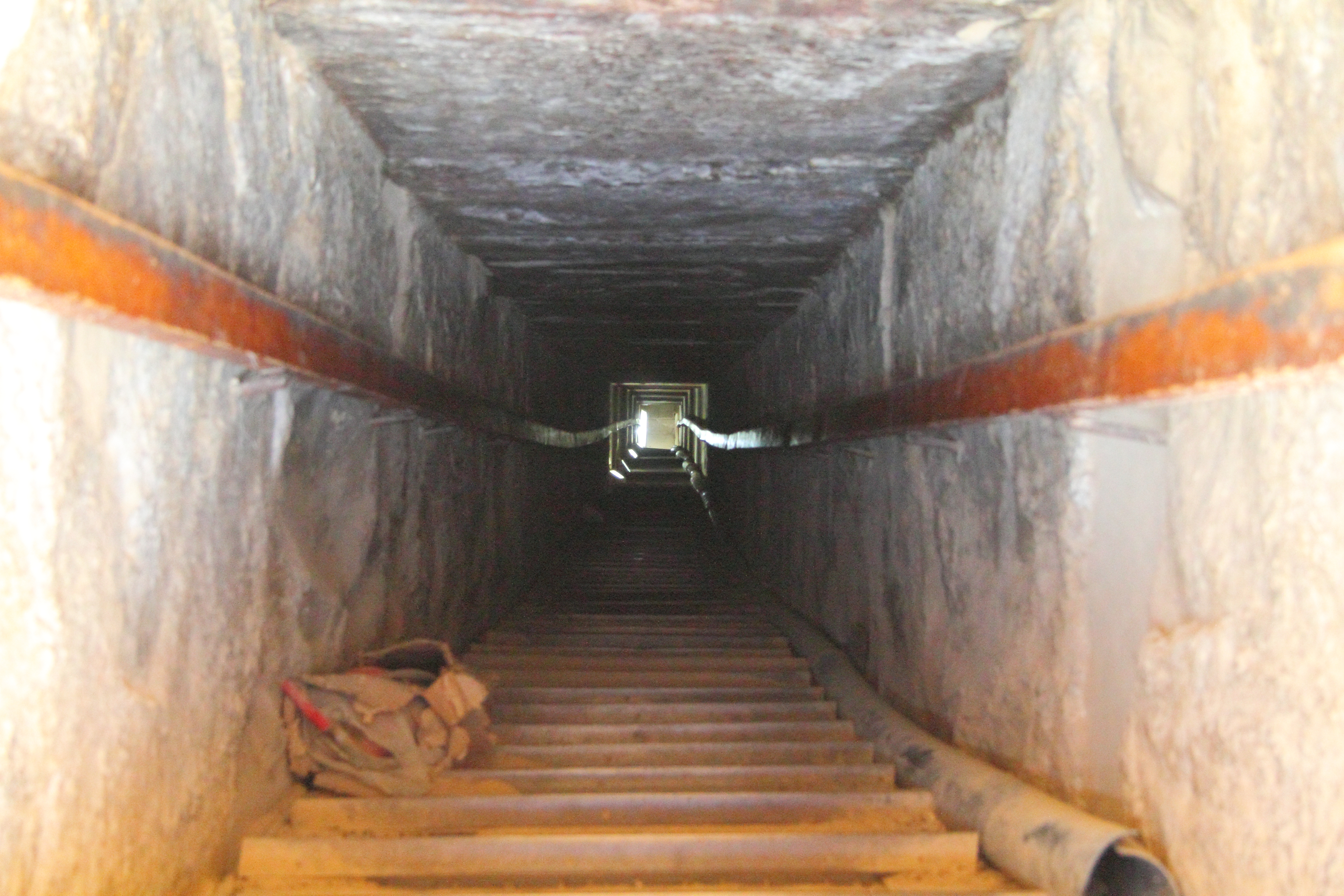
Gang in de piramide
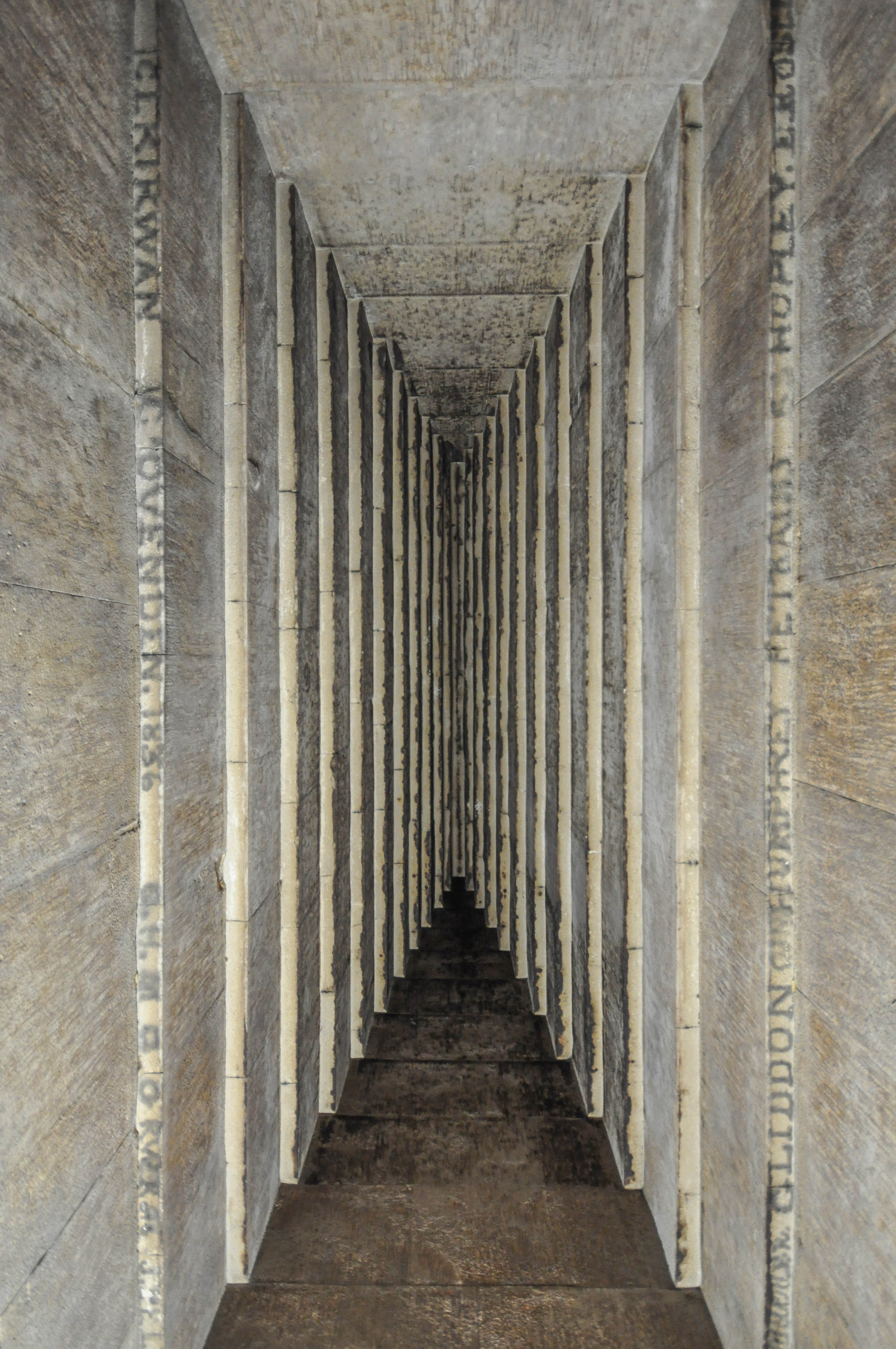
Het plafond van een van de kamers in de piramide
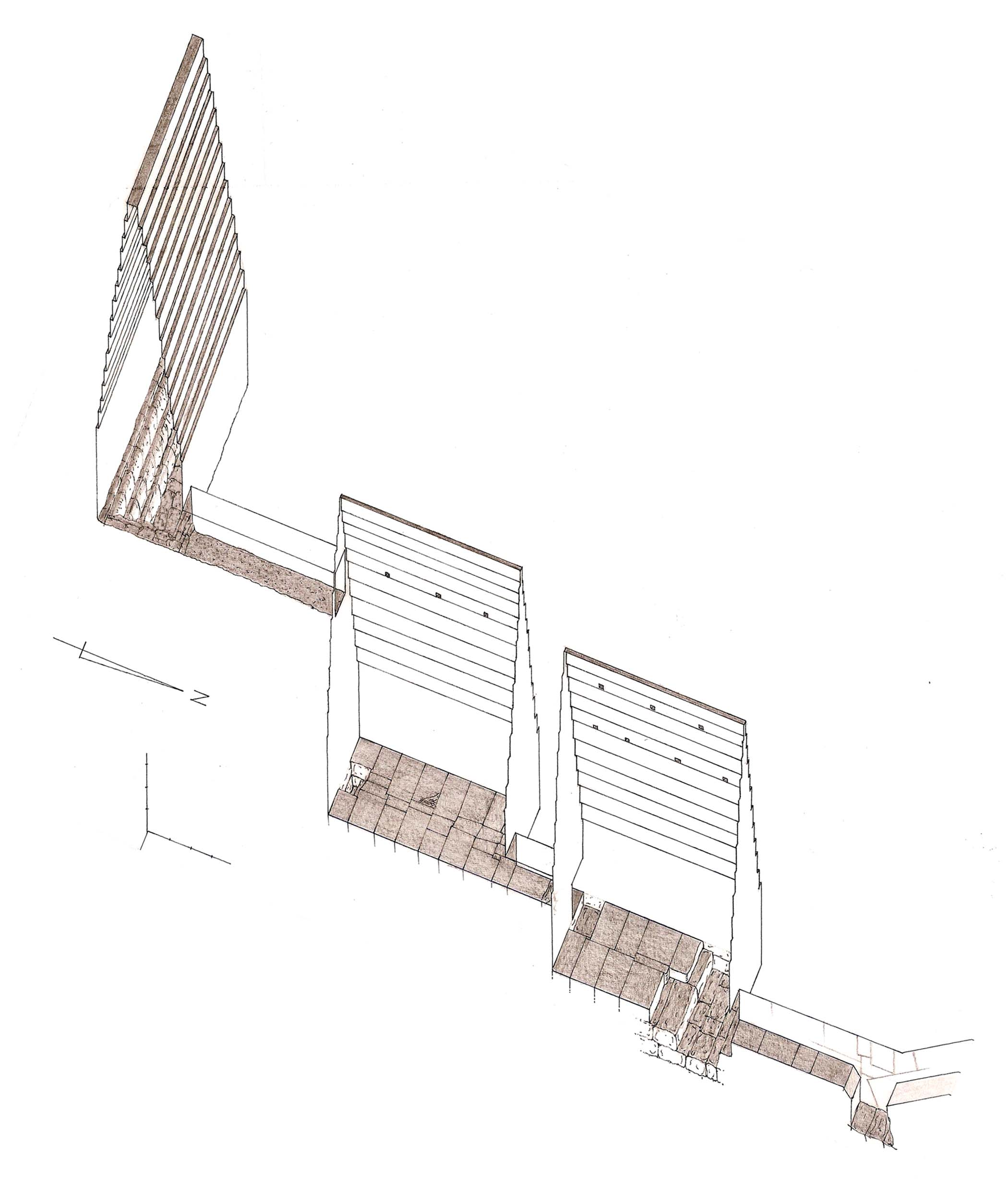
Schematische weergave van de kamers in de piramide
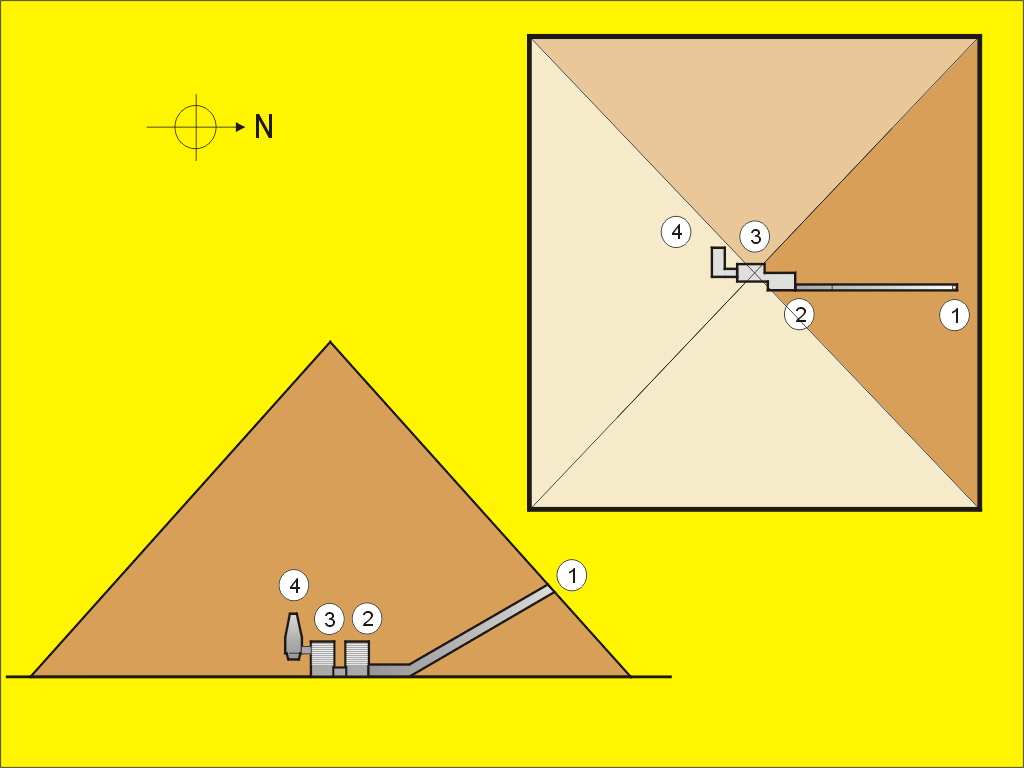
Schematische weergave van de piramide
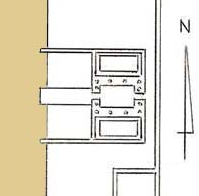
Schematische weergave van de tempel van de piramide